# 菅沼定顕
菅沼 定顕（すがぬま さだあき、生没年不詳）は、戦国時代の武将。
松平氏の家臣。実在の人物か疑問点が多い。　

## 略歴
『松平記』によれば、永禄6年（1563年）定顕に命じて佐崎（岡崎市）に砦を作らせ、上宮寺から兵糧を奪った事がきっかけとなり三河一向一揆が起こったとされる 。しかし、『松平記』の記事を全面的に信用することができないとして、菅沼定顕を一揆の火付役的存在とする記事は事実ではないとすることも多い。